# IP Payload Compression Protocol
IP Payload Compression Protocol (IPComp, Протокол сжатия данных IP) - предназначен для снижения размера (сжатия) дейтаграмм IP. Этот протокол позволит увеличить общую пропускную способность каналов связи между парой общающихся  узлов (node) (устройств, например хосты, шлюзы), (если узлы имеют достаточную производительность для необходимых вычислений), за счет сжатия дейтаграмм, обеспечиваемого вычислительными ресурсами узлов (основного процессора - CPU или специального сопроцессора компрессии), при передаче данных по узким (низкоскоростным) или загруженным каналам связи.
Включение протокола может повлиять на IP MTU и MSS.